# Tobias Reinkemeier
Tobias Reinkemeier (* 7. April 1987 in Cuxhaven) ist ein professioneller deutscher Pokerspieler.

## Persönliches
Reinkemeier wuchs als Sohn zweier Rechtsanwälte in Cuxhaven auf. Er lebt in London.

## Pokerkarriere

### Werdegang
Reinkemeier begann Januar 2006 mit Poker und zahlte 150 US-Dollar auf einem Onlinepokerraum ein. Er spielt auf PokerStars unter dem Nickname PokerNoob999. Seit 2007 nimmt er an renommierten Live-Turnieren teil.
2007 gewann Reinkemeier die Hoyensyburg Open in Dortmund, ein Nebenturnier der European Poker Tour (EPT), und damit eine Siegprämie in Höhe von 30.500 Euro. Im Dezember 2007 war er erstmals beim Main Event der EPT erfolgreich und platzierte sich in Prag auf dem 43. Platz für 7600 Euro. Für Aufsehen sorgte Reinkemeier im September 2009, als er bei der EPT in Barcelona eine Hand gegen Roland De Wolfe nach längerer Diskussion durch einen Bluff-Call gewann. Ende April 2010 gewann Reinkemeier das High-Roller-Event der EPT in Monte-Carlo und damit 956.000 Euro. Im November 2011 nahm er mit dem Deutschen Poker Sportbund am IFP Nations Cup für Deutschland teil. Mit dem Team, das u. a. aus Spielern wie Moritz Kranich, Sandra Naujoks oder Sebastian Ruthenberg unter der Leitung von Stephan Kalhamer bestand, gewann Reinkemeier den Titel. Ende April 2012 wurde Reinkemeier beim EPT Super High Roller in Monte-Carlo hinter Justin Bonomo Zweiter für mehr als eine Million Euro. Anfang Februar 2013 belegte er bei der A$250.000 Challenge der Aussie Millions Poker Championship in Melbourne hinter Sam Trickett den zweiten Platz und erhielt 1,25 Millionen Australische Dollar. Anfang Oktober 2013 wurde Reinkemeier beim EPT Super High Roller in London hinter seinem deutschen Kollegen Martin Finger ebenfalls Zweiter und sicherte sich damit ein Preisgeld von knapp 600.000 britischen Pfund, zu diesem Zeitpunkt umgerechnet mehr als 950.000 US-Dollar. Im Sommer 2014 nahm Reinkemeier, wie schon 2012, am Big One for One Drop der World Series of Poker im Rio All-Suite Hotel and Casino am Las Vegas Strip teil, das einen Buy-in von einer Million US-Dollar erfordert. Er belegte den fünften Platz und sicherte sich ein Preisgeld von mehr als 2 Millionen US-Dollar. Ende Januar 2015 wurde er bei der A$25.000 Challenge der Aussie Millions Zweiter und erhielt rund 615.000 Australische Dollar. Im August 2016 belegte er bei einem eintägigen High Roller der EPT in Barcelona den vierten Platz für knapp 350.000 Euro. Seine bis dato letzte Live-Geldplatzierung erzielte Reinkemeier im April 2017 bei den partypoker Millions in London.
Insgesamt hat sich Reinkemeier mit Poker bei Live-Turnieren über 11 Millionen US-Dollar erspielt und gehört damit zu den erfolgreichsten deutschen Pokerspielern.

### Preisgeldübersicht
| Jahr   | Preisgeld (in $) | Turniersiege |
| ------ | ---------------- | ------------ |
| 2007   | 78.811           | 1            |
| 2008   | 126.722          | 3            |
| 2009   | 102.921          | 0            |
| 2010   | 1.640.106        | 1            |
| 2011   | 316.863          | 1            |
| 2012   | 2.019.905        | 0            |
| 2013   | 3.231.706        | 0            |
| 2014   | 2.340.638        | 0            |
| 2015   | 671.143          | 0            |
| 2016   | 641.987          | 0            |
| 2017   | 25.100           | 0            |
| gesamt | 11.195.902       | 6            |